# Hold On (canción de Deep Purple)
"Hold On" es una canción de 1974 del grupo británico de hard rock Deep Purple, aparecida en su noveno disco de estudio Stormbringer.

## Contenido
Al igual que otras de las canciones de Stormbringer, tiene influencias melódicas impuestas por David Coverdale y Glenn Hughes. Tiene cierto parecido a "Holy Man" (también de Stormbringer) dado que la letra es de contenido romántico. Durante la gira con Ritchie Blackmore, la canción no fue interpretada.[cita requerida]

## Músicos
- Ritchie Blackmore - guitarra
- David Coverdale - voz solista
- Glenn Hughes - bajo y voz
- Jon Lord - piano Rhodes
- Ian Paice - batería

- Datos: Q5900970